# Yordanos Abay
Yordanos Abay est un footballeur éthiopien, né le 28 mars 1984 et évoluant à Al Saqr Ta'izz.

## Carrière
- 1999-2000 :  Dire Dawa Railway
- 2000-2002 :  EEPCO
- 2002 :  Vitesse Arnhem
- 2002-2003 :  Ethiopian Coffee
- depuis 2003 :  Al Saqr Ta'izz